# Malo Središte
Malo Središte (en serbe cyrillique : Мало Средиште ; en roumain : Srediștea Mică ; en hongrois : Kisszerend ; en allemand : Klein-Sredischte) est un village de Serbie situé dans la province autonome de Voïvodine. Il fait partie de la municipalité de Vršac dans le district du Banat méridional. Au recensement de 2011, il comptait 78 habitants.

## Démographie

### Évolution historique de la population
| 1948 | 1953 | 1961 | 1971 | 1981 | 1991 | 2002 | 2011 |
| ---- | ---- | ---- | ---- | ---- | ---- | ---- | ---- |
| 436  | 435  | 405  | 295  | 223  | 161  | 120  | 78   |

|  |